# 錫爾弗佐恩 (內華達州)
錫爾弗佐恩（英語：Silver Zone）是位於美國內華達州埃爾科縣的鬼鎮。

## 歷史
錫爾弗佐恩的郵局於1872年設立，其後於翌年停運。=
錫爾弗佐恩所處的海拔為高於海平面1778米（即5834英呎），而該地所採用的時區為UTC-8，即太平洋时区（PST）。同時該地設有夏令時間，為UTC-8調快一小時，即UTC-7（PDT）。